# Албрехт Красивия
Албрехт Красивия (на немски: Albrecht der Schöne, * 1319, † 4 април 1361) от род Хоенцолерн е бургграф на Нюрнберг.

## Произход
Той е четвъртият син на бургграф Фридрих IV от Нюрнберг († 1332) и съпругата му Маргарета от Каринтия от род Горица-Тирол († 1348), дъщеря на граф Албрехт фон Тирол († 1292), и внучка на херцог Майнхард II.

## Фамилия
Той се жени за София от Хенеберг († 1372). Те имат две дъщери:
- Маргарета (1359 – 1391), омъжва се 1374 г. за Балтазар (1336 – 1406), маркграф на Майсен от род Ветини
- Анна (1360 – 1413), омъжва се 1374 г. за Свантибор III (~1351 – 1413), херцог на Померания-Щетин.